# Neil Immerman
Neil Immerman (ur. 24 listopada 1953 w Manhasset) – amerykański informatyk teoretyk, jeden z głównych twórców teorii złożoności opisowej, profesor informatyki na Uniwersytecie Massachusetts w Amherst, laureat Nagrody Gödla.

## Kariera naukowa
Studia licencjackie (BS) i magisterskie (MS) odbył na Uniwersytecie Yale, kończąc je w 1974. Doktorat uzyskał na Uniwersytecie Cornella w 1980 na podstawie rozprawy pod tytułem First Order Expressibility as a Complexity Measure, a jego promotorami byli Juris Hartmanis i Anil Nerode. 
Od 1989 roku pracuje na stanowisku profesora na Uniwersytecie Massachusetts w Amherst. 
Głównym tematem badań Neila Immermana jest teoria złożoności opisowej. Jest to dziedzina łącząca teorię złożoności obliczeniowej z logiką. Jest autorem wielu wyników charakteryzujących klasy złożoności w terminach struktury formalizmu logicznego niezbędnego do ich zdefiniowania, zamiast w terminach zasobów obliczeniowych niezbędnych do ich rozstrzygania.
Jest autorem książki "Descriptive Complexity" wydanej w serii Graduate Texts in Computer Science.

## Wyróżnienia
W 1995 otrzymał wspólnie z Róbertem Szelepcsényim nagrodę Gödla za dowód twierdzenia Immermana-Szelepcsényiego, które orzeka, że klasy niedeterministycznej złożoności pamięciowej są zamknięte ze względu na dopełnienie. 
Był stypendystą Fundacji Pamięci Johna Simona Guggenheima.
Neil Immerman jest członkiem kolegiów redakcyjnych czasopism naukowych „SIAM Journal on Computing” i „Logical Methods in Computer Science”.

## Życie prywatne
Żoną Neila Immermana jest Susan Landau, badaczka w dziedzinie informatyki, kryptografii i bezpieczeństwa sieciowego.